# Куэрон
Куэрон (фр. Couëron) — коммуна на западе Франции, находится в регионе Пеи-де-ла-Луар, департамент Атлантическая Луара, округ Нант, кантон Сент-Эрблен-1. Расположена в 8 км к западу от Нанта, на правом берегу реки Луара, в 7 км от национальной автомагистрали N444. На севере города находится железнодорожная станция Куэрон линии Нант-Савене.
Население (2017) — 21 372 человека.

## История
В начале XV века Куэрон стал частью владений герцогов Бретани.  В замке Куэрон 9 сентября 1488 года умер последний  независимый герцог Бретани  Франциск II. 
В XVII-XVIII веках Куэрон становится важным перевалочным пунктом для нантских судовладельцев, благодаря порту Лоне на Луаре.  От этого периода сохранились семафор, капитанская рубка, таможенный пост и станция лоцманов на Луаре. В 1781 году в городе был построен стекольный завод, разрешение на работу которого было подписано королем Людовиком XVI.  Здание этого завода, впоследствии преобразованного в мыловарню, сохранилось до наших дней.
XIX век принес в Куэрон индустриализацию: были открыты кирпичный завод, несколько фабрик; в 1861 году на берегу Луары был построен металлургический завод. Около 25 % населения Куэрона работало на промышленных предприятиях города и соседнего Эндра.
Рост потребности в рабочей силе вызвал приток эмигрантов в город после Первой мировой войны. Для них в больших объемах было построено недорогое жилье.  В этот же период в Куэроне было построено новое здание библиотеки и велодром по образцу парижского. 
Металлургический завод, неоднократно меняя собственников, работал до декабря 1998 года. От него сохранилась т.н. «Свинцовая башня», один из символов города. В 1984 году в Куэроне было открыто производство автомобильной компании Venturi. 

## Достопримечательности
- Приходская церковь Святого Симфориана второй половины XIX века
- «Свинцовая башня» — напоминание о периоде индустриализации XIX века, часть закрытого металлургического завода
- Природный заповедник «болото Одюбон», названное в честь американского орнитолога Джона Одюбона, изучавшего здесь птиц
- Усадьба Ла-Гербетьер XVII века, в которой жил Джон Одюбон во время пребывания во Франции
- Развалины шато Бугон XVI века
- Усадьба Ландмон XVII века
- Особняк Ботардьер XVII века
- «Дом в Луаре» — современная реплика средневекового постоялого двора, опрокинувшаяся в Луару и закрепленная на этом месте

## Экономика
Структура занятости населения:
- сельское хозяйство — 1,5 %
- промышленность — 17,3 %
- строительство — 11,2 %
- торговля, транспорт и сфера услуг — 44,9 %
- государственные и муниципальные службы — 25,1 %

Уровень безработицы (2017 год) — 9,0 % (Франция в целом — 13,4 %, департамент Атлантическая Луара — 11,6 %). 

Среднегодовой доход на 1 человека, евро (2017 год) — 22 230 (Франция в целом — 21 110, департамент Атлантическая Луара — 21 910).

## Демография
Динамика численности населения, чел.

## Администрация
Пост мэра Куэрона с 2015 года занимает член Социалистической партии Кароль Грело (Carole Grelaud), член Совета департамента Атлантическая Луара от кантона Сент-Эрблен-1. На муниципальных выборах 2020 года возглавляемый ею левый блок победил во 2-м туре, получив 53,25 % голосов.
| Период | Период | Фамилия          | Партия                  | Примечания                                     |
| ------ | ------ | ---------------- | ----------------------- | ---------------------------------------------- |
| 1971   | 1977   | Клод Жиларден    | Социалистическая партия |                                                |
| 1977   | 1983   | Жан-Рене Морандо | Социалистическая партия |                                                |
| 1983   | 1993   | Робер Морен      | Социалистическая партия |                                                |
| 1995   | 1995   | Серж Рикордо     | Социалистическая партия |                                                |
| 1995   | 2015   | Жан-Пьер Фужера  | Социалистическая партия | депутат Национального собрания Франции         |
| 2015   |        | Кароль Грело     | Социалистическая партия | бывший преподаватель, член Совета департамента |

## Города-побратимы
- Флёрюс, Бельгия
- Уэксфорд, Ирландия

## Знаменитые уроженцы
- Альсид Шарль Д’Орбиньи (1802-1857), натуралист

## Галерея
- Церковь Святого Симфориана
- «Свинцовая башня»
- «Дом в Луаре»
- Усадьба Ла-Гербетьер
- Порт Куэрона на Луаре
- Болото Одюбон